# Gastone Brilli-Peri
Gastone Brilli-Peri, Florence, 24 mars 1893 – Tripoli, 22 mars 1930, était un pilote automobile, un pilote moto et un cycliste italien.
« O Brilli Peri, dimentica una volta di più d'essere conte e suggeriscimi la parolaccia che riassuma in poche sillabe tutto il volume dove il filosofo raccoglierà i suoi articoli liberali. Io mi contento di gridare: viva l'Italia! »
— Benedetto Croce

## Biographie

### Jeunesse, premières années à vélo et Guerre
Gastone Brilli-Peri, fils du comte Alessandro Brilli-Peri et de la marquise Elisa Alli Maccarani naît à Florence le 24 mars 1893. La famille Brilli-Peri, appartient à la noblesse Florentine et possède plusieurs résidences dont une à Montevarchi où le jeune Gastone passe une partie de sa jeunesse, jusqu'en 1909.
Il participe pour la première fois à une course de vélo en 1907, à seulement quatorze ans et écrit dans son journal « nous étions quasiment tous les garçons de la province d'Arezzo, fanatiques et casses-cou [issus] du même moule. À San Giustino [Valdarno] j'ai rompu la fourche ; je me suis trouvé à terre avec la tête et un genou fracturés. Menacé d'une commotion cérébrale ; dix points de suture. Mais mon père m'a bien fait ; le dimanche suivant, tout bandé et emmitouflé, je cours et vainc une course à Mercatale Valdarno »,.
En 1908, il remporte une autre course à Florence portant le nom de l'aviateur Charles Van Den Born et comme premier prix, une visite de la ville, au décollage de Campo di Marte. Vainqueurs de plusieurs autres courses, il devient, en 1911, champion de Toscano et se positionne comme un coureur d'envergure nationale avec les caractéristiques d'un sprinter: lent en montée, mais fulgurant en sprint, sur le plat.
La passion pour la Bicyclette l'ammène à acheter sa première moto en 1912, une Della Ferrara. Dès l'année suivante, il s'inscrit au Moto Club d'Italie, obtient sa licence et, en 1914, participe au Giro del Trasimeno et au Giro Umbro-Toscane (en français : « Tour du Trasimène » et « Tour d'Ombrie-Toscane »), puis, remporte le premier Tour motocycliste d'Italie. Quand éclate la Première Guerre mondiale, Gastone Brilli-Peri est affecté au 69e Régiment d'infanterie et, plus tard, grâce à ses talents sur deux roues, au service de presse du commandement suprême.
À la fin de la Guerre, il retourne aux courses de moto et lors d'une épreuve à Foro Boario, il vit le tournant de sa carrière : « mais le plus grand risque que j'ai couru […] sur la piste de Foro Boario à Padoue, durant le déroulement d'une course motocycliste au bénéfice des familles de cadets. L'éclatement d'une homme en abordant à haute vitesse un virage relevé ; une chute simplement fantastique ; puis deux mois à l'hôpital et… changement d'apparence. Nez cassé, mâchoire cassée, perte de six dents: voici le passif de mon bilan. Les actifs représentent une nouvelle plastique brillamment exécutée, mais qui m'ont toujours rendu méconnaissable pour moi-même. Cet automne, j'ai décidé de… continuer à courir encore plus vite, passaer de la moto à la voiture »,.

### Pilote et as du volant

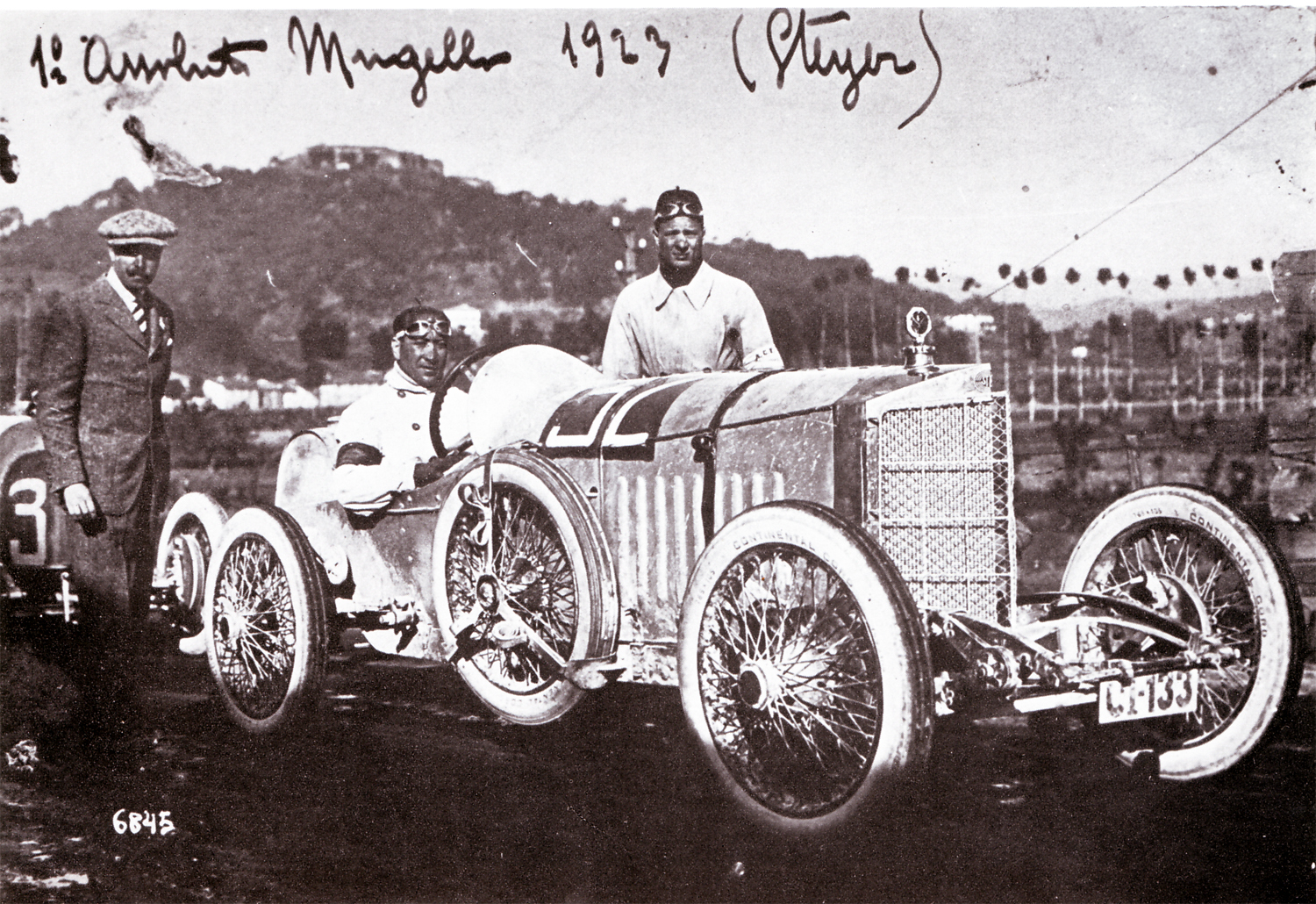
Gastone Brilli-Peri termine vainqueur du Circuito del Mugello en 1923, avec une Steyr Klausen Sport.

Il commence la course automobile en 1914 au circuit du Mugello en tant que mécanicien du Comte San Giorgio. Il prend son essor comme pilote en 1920 à la course, la Parme-Poggio Berceto, au volant d'une Aquila Italiana, où il termine troisième.
Le 2 avril 1922, il participe à la Targa Florio, mais est contraint à l'abandon en raison d'un grave accident dans lequel sa voiture se retourne sur lui, subissant près de onze kilos de pression et est transporté à l'hôpital par Antonio Ascari. Il revient la même année, gagne les courses Parme-Berceto et du Mugello et plusieurs places d'honneur à la Coppa della Consuma et au Grand Prix d'Automne de Monza.
Il retourne à la Targa Florio l'année suivante avec une Streyr, mais est contraint à l'abandon. Il retrouve la Parme-Poggio Berceto et s'impose non sans abaisser le record de l'épreuve de 35 s 24, remporte ensuite le Grand Prix du Mugello en utilisant une douzaine de pneumatiques, et il arrive à s'imposer dans la catégorie sport trois litres sur le Circuito del Montenero (vainqueur général Razzauti).
Toujours sur Steyr il se représente à la Targa Florio 1924, laquelle se double de la Coppa Florio, et il termine à une décevante onzième place à la Targa, plus une dixième à la Coppa.
En 1925, il remporte la Coppa della Perugina et prend également part au Grand Prix de Belgique, sans grand succès. Il ne se décourage pas pour autant, et il court le Grand Prix de France où Antonio Ascari trouve la mort au volant d'une Alfa Romeo P2. Alfa Corse décide alors de l'engager en remplacement d'Ascari, ce qui fait de lui une célébrité.

### Révélation lors du Grand Prix d'Italie 1925
À la veille du Grand Prix d'Italie, Milan est envahie par une foule de fans et curieux, venus assister à la quatrième et dernière manche du championnat du monde des constructeurs. Dans le public, on annonce la présence de plusieurs célébrités dont le prince héritier Umberto, la princesse Jolanda, ainsi que Gabriele D'Annunzio lequel communique sa présence par un télégramme aux organisateurs en leur annonçant: « je me mets au service de la Déesse de la Vitesse et suis certain de la victoire ».
Les pronostics sont alors peu favorables aux Italiens d'Alfa Romeo, encore en lice pour le titre. Les Américains et les français alignent leurs meilleurs pilotes et le meilleur temps des essais, réalisé par l'américain Kreis n'augurent rien de bon. « J'ai senti ce jour-là, que pour la grande bataille pour italo-américaine que nous devions faire face sans Antonio Ascari, le grand capitaine disparu, j'ai senti ma volonté de gagner devenir inébranlable. Les bookmakers me payaient jusqu'à vingt [contre un]. Mais j'avais la foi aveugle dans l'invincibilité de l'Alfa-Romeo, en ma force physique et morale. Je pensais à Ascari, à Sivocci, à tous nos morts ; et je sentais qu'ils me commandaient de gagner. Qu'importe d'oser, de redonner, au péril de sa vie! Elle visait à assurer à l'Italie le championnat du monde et j'ai risqué ma peau tant de fois pour beaucoup moins de risques »,.

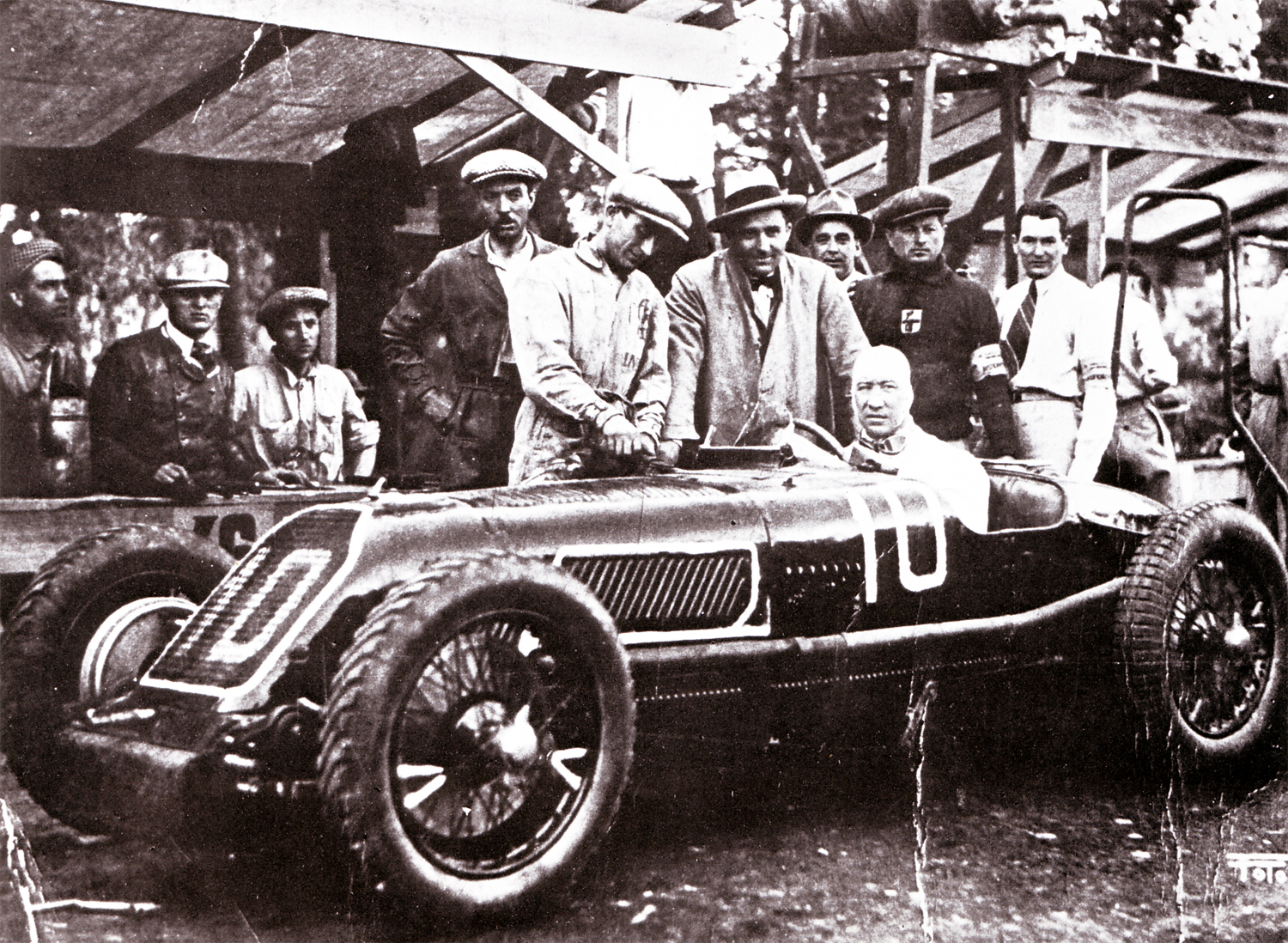
Le comte Brilli-Peri au volant d'une Talbot.

Brilli-Peri est sur la troisième ligne de la grille du cinquième Grand Prix d'Italie, aux côtés de Santolesi sur Chiribiri et Kreis sur Duesenberg, devant lui, les autres Alfa Romeo de Campari et DePaolo. Campari prend la tête dans le premier tour, puis Kreys avec sa Duesenberg dès le deuxième tour, mais, dès la boucle suivante, il sort de la piste à la courbe de Lesmo et abandonne. Les trois Alfa Romeo de Brilli-Peri, Campari et DePaolo prennent la tête suivies de près par la Duesenberg de Milton. Emilio Materassi qui les suit ne tarde pas à abandonner sur panne mécanique. Au trente-deuxième tour, Brilli-Peri s'arrête faire le plein et changer les deux roues arrière, suivi de Campari pour un simple ravitaillement,. Au trente-cinquième tour, les ravitaillements se poursuivent et Brilli-Peri passe devant, consolide sa position et franchit la ligne d'arrivée en vainqueur avec une avance, de 18 min 57 sacquise sur les 800 km de la course. Grâce à cette victoire Alfa Romeo devient Champion du monde des manufacturiers, à la première édition de cette compétition.
Le lendemain, Il Giornale d'Italia écrit : « Brilli-Peri s'est avéré être un maître du volant et a pu remplacer dignement son malheureux et grand prédécesseur : Ascari. Moins téméraire, il a révélé dans la conduite de la course un calme, une sécurité de pilotage, une perception parfaite de la nécessité du moment qui est un présage de la victoire à venir. Si Brilli-Peri l'avait voulu, il aurait pu grandement augmenter la distance entre lui et les autres machines. Cette force de volonté lui a fait renoncer à un triomphe plus complet, montre qu'il est pourvu d'éminentes qualités sportives »,.

### Saisons 1926 à 1928
En 1926, Brilli-Peri termine deuxième du second Premio Reale di Roma (Grand Prix automobile de Rome) avec le meilleur tour en course, derrière Aymo Maggi. Il remporte aussi le Circuito del Savio en mai sur la Ballot "Indy", toujours avec le meilleur temps au tour, puis en septembre il est encore cinquième du premier Gran Premio di Milano, sur Italo Spl Hispano-Suiza.
1927 est une mauvaise saison, où il doit abandonner en mai à la Coppa della Perugina, sur Ballot "Indy", puis à la quatrième Coppa Acerbo en août avec la voiture.
Mais en 1928, il termine encore deuxième du Premio Reale di Roma en juin sur le circuit de Tre Fontana, à bord d'une Bugatti Type 35C, puis quatrième du Großer Preis von Deutschland à la mi-juillet avec la voiture en Sportscars sur le Nürburgring, derrière trois Mercedes SS (puis il doit abandonner successivement dans la Coppa Acerbo, le Circuito del Montenero, et le Grand Prix d'Italie à bord d'une Talbot 700).

### Pilote vedette

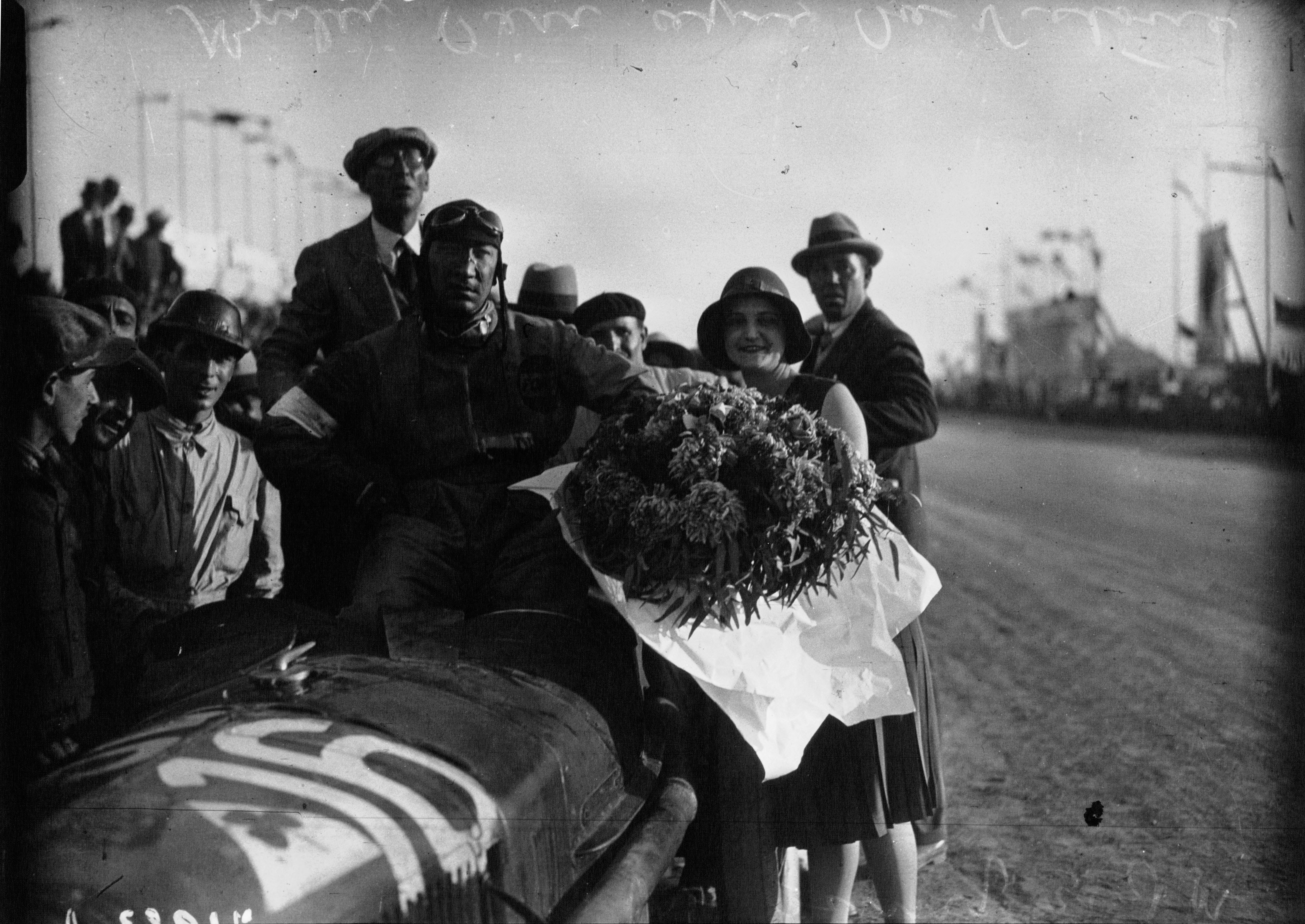
Brilli-Peri au Grand Prix de Tunisie en 1929.

1929 est l'année de ses plus grands succès: deuxième à Rome derrière Varzi et son Alfa Romeo, il est vainqueur à Tripoli, à la Coppa Montenero, sur le Mugello, à Crémone et en Tunisie au Bardo. Par contre il doit abandonner lors des Mille Miglia, après sa sixième place la saison précédente sur une T43 de Bugatti associé au mécanicien Arturo Lumini (pour trois participations consécutives dans cette épreuve).
Sa trajectoire ascendante se poursuit jusqu'au 22 mars 1930 quand, « peu après 13 heures, alors que dans le circuit était fermé, le coureur Gastone Brilli-Peri éprouvait le parcours de la course, quand il est arrivé dans la ville de Souk El Giuma, à 5 km de Tripoli, il a perdu la maîtrise de sa puissante voiture, il est ensuite passé par-dessus le muret d'un jardin. La voiture filait à ce moment à une vitesse de 180 km/h. Le choc a été terrible. Ejecté du siège, le brave pilote toscan est tué sur le coup »,. Le Grand Prix de Tripoli est disputé mais la mort de Brilli-Peri marque un coup d'arrêt à son organisation jusqu'en 1933, date à laquelle il reprend sur le circuit de la Mellaha, plus sécurisé.
Le corps de Gastone Brilli-Peri retourne à Montevarchi dans l'après-midi du 28 mars et une chapelle ardente est mise en place dans l'Église de la Miséricorde. Partout dans la ville, les drapeaux de la ville sont en berne et le lendemain, les funérailles sont célébrées en présence d'une importante foule venue de Florence et de toute l'Italie. Gastone Brilli-Peri est inhumé à Florence dans le cimetière de Trespiano, dans la chapelle familiale ornée, aujourd'hui encore, d'un buste en bronze du sculpteur Pietro Guerri, réalisée en sa mémoire.
En mémoire de son fils perdu, Elisa Alli Maccarani, sa mère fait acte de donation le 29 décembre 1939 de la villa de Montevarchi aux Sœurs Calasalanziane qui la restaurent pour en faire un orphelinat portant le nom du défunt pilote pilote. Gastone Brilli-Peri est mentionné dans la chanson de Lucio Dalla, Nuvolari. Son nom a été donné au stade de Montevarchi.

### Citations originales

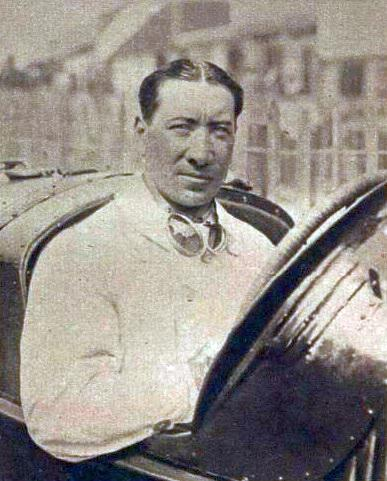
Gastone Brilli-Peri en 1925.

1. ↑  (it) « eravamo quasi tutti ragazzi della Provincia di Arezzo, fanatici e scavezzacolli dello stesso stampo. A San Giustino mi si rompe la forcella; mi trovo in terra con la testa ed un ginocchio rotti. Minaccia di commozione cerebrale; dieci punti di sutura. Ma mio padre mi ha fabbricato bene; la Domenica successiva, tutto fasciato ed infagottato corro e vinco una corsa a Mercatale Valdarno. »
2. ↑  (it) « ma il più grave rischio l'ho corso […] nella pista del Foro Boario a Padova, durante lo svolgimento di una gara motociclistica di beneficenza a favore delle famiglie dei caduti. Uno scoppio di gomma, mentre abbordavo alla massima velocità una curva sopraelevata; un ruzzolone semplicemente fantastico; più di due mesi all'ospedale e… cambiamento dei connotati. Rotto il naso, rotta la mandibola, perduti sei denti: ecco il passivo del mio bilancio. All'attivo pongo una neo plastica brillantemente eseguita, ma che mi ha reso per sempre irriconoscibile a me stesso. Quella caduta mi decise a… continuare a correre ancor più forte, passando dalla motocicletta alla automobile »
3. ↑  (it) « Mi metto al servizio della Dea Rapidità e sono certo della vittoria. »
4. ↑  (it) « Sentivo quel giorno, per la grande battaglia Italo-Americana che dovemmo affrontare senza Antonio Ascari, grande capitano scomparso, sentivo la mia volontà di vittoria divenuta incrollabile. I bookmakers mi pagavano sino a venti. Ma io avevo fede cieca nella imbattibilità dell'Alfa-Romeo, nella mia forza fisica e morale. Pensavo ad Ascari, a Sivocci, a tutti i nostri morti; e sentivo che essi mi comandavano di vincere. Che importava osare, cedere ancora una volta, rischiare la pelle! Si trattava di assicurare all'Italia il campionato del mondo ed io la pelle l'avevo arrischiata tante volte per molto meno. »
5. ↑  (it) « Brilli Peri ha dimostrato di essere un maestro del volante ed ha saputo degnamente sostituire ii suo grande sfortunato predecessore: Ascari. Meno temerario di lui, ha rivelato nella condotta di corsa una calma, una sicurezza di guida, una perfetta percezione della necessità del momento che sono presagio di vittoria avvenire. Che se Brilli Peri avesse voluto, avrebbe potuto aumentare notevolmente la distanza fra la sua e le altre macchine. Questo dominio della volontà che gli ha fatto rinunziare alla ebbrezza di un trionfo più completo, dimostra come egli sia fornito di eminenti qualità sportive. »
6. ↑  (it) « poco dopo le ore 13, mentre in circuito chiuso il corridore Gastone Brilli Peri provava il percorso della gara, giunto in località Suk El Giuma, a 5 km da Tripoli, perduta la padronanza della sua potente macchina, andava a cozzare contro il muricciolo di un giardino. L'automobile filava in quel momento ad una velocità di 180 km all'ora. L'urto è stato tremendo. Sbalzato dal sedile, il valoroso pilota toscano rimaneva ucciso sul colpo. »